# Northfield (Massachusetts)
Northfield és una població dels Estats Units a l'estat de Massachusetts. Segons el cens del 2000 tenia 2.951 habitants.

## Demografia
Segons el cens del 2000, Northfield tenia 2.951 habitants, 1.158 habitatges, i 815 famílies. La densitat de població era de 33,1 habitants/km².
Dels 1.158 habitatges en un 34,1% hi vivien nens de menys de 18 anys, en un 57,4% hi vivien parelles casades, en un 9,1% dones solteres, i en un 29,6% no eren unitats familiars. En el 25,2% dels habitatges hi vivien persones soles el 10,5% de les quals corresponia a persones de 65 anys o més que vivien soles. El nombre mitjà de persones vivint en cada habitatge era de 2,53 i el nombre mitjà de persones que vivien en cada família era de 3,04.
Per edats la població es repartia de la següent manera: un 26,3% tenia menys de 18 anys, un 6,3% entre 18 i 24, un 27,5% entre 25 i 44, un 26,4% de 45 a 60 i un 13,5% 65 anys o més.
L'edat mediana era de 40 anys. Per cada 100 dones de 18 o més anys hi havia 89,5 homes.
La renda mediana per habitatge era de 49.141 $ i la renda mediana per família de 56.816$. Els homes tenien una renda mediana de 40.396 $ mentre que les dones 28.615$. La renda per capita de la població era de 21.517$. Entorn del 3,6% de les famílies i el 5% de la població estaven per davall del llindar de pobresa.